# Михайлівка (Дубенський район)
Миха́йлівка — село в Україні, у Крупецькій сільській громаді Дубенського району Рівненської області. Населення становить 565 осіб.
Неподалік від села розташоване заповідне урочище «Соснові насадження».
Щодо дати заснування села Михайлівка авторський колектив енциклопедичного видання «Історія міст і сіл Української РСР. Ровенська область» (Київ, 1973, с. 623) обмежився твердженням, нібито «вперше село згадується в письмових документах за 1785 рік». Люди, які входили до цього колективу — Л. В. Дробот, М. А. Дейнека, А. О. Копцюх, І. О. Крам, П. Я. Лотоцький, О. С. Олійник, М. М. Хабло — навряд чи уявляли, про які документи йдеться. Тому що навіть дату вказали невірну. Помилились на двадцять років.
Насправді ж «документом», на підставі якого наш обласний архів видавав і видає більшість довідок щодо перших згадок про населені пункти, є праця Миколи  Теодоровича «Историко-статистическое описаніе церквей и приходовъ Волынской епархіи. Почаевъ, 1888—1903». У її другому томі, на сторінках 1108—1109 є такий запис: «Село Михайловка упоминается въ актѣ отъ 26 января 1765 года,— въ отношеніи Кіевскаго генералъ-губернатора къ польскимъ пограничнымъ коммисарамъ съ посылкою арестанта, Игната Клипаровскаго и выписки изъ следственнаго дѣла о его похожденіяхъ; при чемъ здѣсь сказано, между прочимъ, что Игнатъ Клипаровскій былъ, „родомъ онъ изъ дѣда и отца польской области, Дубенской губерніи, села Михайловки“ (Архивъ ч. 3, т. 3, стр. 743)». При всій повазі до автора найкращого історичного дослідження про наш край доводиться визнати, що ця згадка є сумнівною, тому що у Дубенському повіті було дві Михайлівки — одна біля Крупця, друга біля Сатиєва. Про яку з них йдеться у процитованому документі — невідомо. Та й прізвище Клипаровський у нашій Михайлівці не зустрічається.
Найдавнішу ж згадку про наше село залишив Садок Баронч (Sadok Barącz, 1814—1892) 
У його книзі «Dzieje klasztoru ww. oo. Dominikanów w Podkamieniu», Tarnopol, 1870 (Історія монастиря Домініканців у Підкамені, Тернопіль, 1870) читаємо: «Na miejsce jego obrano O. Stanisława Chojnackiego mistrza teologii, posiadającego względy senatoryw polskich, z wymowy kaznodziejskiej i roztropności powszechnie bardzo cenionego, który dnia 29. grudnia (1730 r.) odprawił z Ojcami wielką naradę względem zabezpieczenia kapitaływ klasztornych… Dnia zaś 3. września (1731 r.) … Zlitował się też nad poddanymi Sitna i Michaływki, ktyrym połowę upuścił pieniędzy przez nich składać się mających.»
(На його місце обрано Отця Станіслава Хойнацького магістра теології, котрий користувався прихильністю сенаторів польських та високо цінувався всіма за проповідницьке красномовство і розумність, який дня 29 грудня (1730 р.) провів з Отцями велику нараду стосовно забезпечення монастирських капіталів… А дня 3 вересня (1731 р.) … Змилувався теж над підданими з Ситна і Михайлівки, яким збавив половину грошей, що вони мали зібрати. Стор. 209—210).
«Nazajutrz dnia 5 stycznia (1739 r.) radzili ojcowie, żeby summę podjętą z dzierzawy Sitna i Michałówki w ilości 49558 złp. i groszy 17 zabezpieczyć na dobrach Tytylkowce i Nakwasza pod tym atoli warunkiem, iż gdyby rzeczone dobra niewydały należytej prowizyi, niedobór tejże, aby z dóbr Podkamienia mógł być pokryty».
(Назавтра дня 5 січня (1739 р.) радились отці, щоб суму, отриману з володінь Ситна і Михайлівки в кількості 49 558 злотих польських і 17 грошів вкласти в придбання маєтків Титилковці і Накваша з тою однак умовою, що якби ці маєтності не видали належної лихви, недобір її з маєтку Підкаменя міг бути покритий. Стор. 245).
З цих записів випливає, що Михайлівка була маєтком домініканського монастиря у Підкамені. Місцеві селяни сплачували монастирю податок, який займав значне місце у монастирських доходах. Для порівняння — під час найвищого розквіту, у 1763 році, весь капітал монастиря оцінювали у 659 078 польських злотих. Настоятель монастиря займався тим, що сьогодні називають оптимізацією податків, — списував безнадійні борги, надаючи можливість селянам розвивати господарство і ставати платоспроможними.
Книги, у яких протоколювались загальні наради святих отців, були започатковані у 1632 році. Починаючи з цього часу Баронч скрупульозно описує не лише всі земельні придбання, але й будь-які більш-менш значні пожертви, отримані монастирем, навіть подарований перстень, срібну ложку, чи плату за заупокійну молитву. Наприклад, щодо Ситно є така згадка: «Дня 14 серпня 1654 р. складав тут обіт монашества Якуб Жемборський… Постарався теж в р. 1655, що монастир під заставу у 1200 злотих польських отримав у володіння незначну частку сільця Ситно званого…» (стор. 85). Власністю монастиря Коритно стало у 1699, Боратин і Добривода — у 1730 році. А ось про факт заволодіння Михайлівкою жодних згадок немає. Виходить, село стало монастирським раніше, ніж монахи почали вести свою хроніку?
Відповідь на це питання варто пошукати в історії заснування монастиря в Підкамені. Фундатором монастиря був Петро Петрович Цебровський з Жабокрик (нинішні Довгалівка, Бригадирівка, Радиховщина, Курсики, Березини). У закладеному ним на отриманих у спадщину землях містечку Підкамінь він заснував монастир та у 1464 році запросив служити монахів домініканського ордену, надавши їм на утримання кілька сіл. У 1519 році татари спалили монастир. Монахи загинули, документи зникли. У 1524 році подільський воєвода Мартин Каменецький обманом заволодів всіма маєтками тодішнього жабокрицького дідича Вінцентія Цебровського (останнього нащадка Петра Цебровського), у тому числі і землями та селами, що були надані монастирю. Повернув домініканців у Підкамінь його новий власник Балтазар Цетнер тільки у 1607 році. Ніяких маєтностей Цетнери монастирю не надавали, і на їхню скупість Баронч неодноразово нарікає. Обмежились тим, що вручили монахам фундуш (дарчу грамоту) Цебровського від 1464 року про надання монастирю сіл Попівці та Нем'яч, який нібито загубили у своєму таборі татари, розбиті під Сокалем у 1519 році. В часи Баронча цього документа в архівах монастиря не було — лише пізніша копія.
Вже у сучасників подій все це викликало сумніви, які переросли у багаторічну судову тяганину. Справді, навіщо татарам возити з собою пергаменти спаленого монастиря? Яким дивом «фундуш» через дев'яносто років потрапив до Балтазара Цетнера? Як монахи спромоглися загубити документ, що забезпечував їхнє існування? Шимон Окольський, який першим описав історію монастиря (Szymon Okolski. Góra święta najswiętszej panny różańca w Łuckim biskupstwie na Wołyniu nad miastem Podkamieniem. Kraków, 1648) повідомив, що бачив «фундуш Цебровського», але при цьому чомусь не називає, які саме маєтки були надані домініканцям.
Напрошується висновок, що «фундуш» від 1464 року був не єдиним документом про монастирські землі. В середині 15 століття Цебровських називають серед найбагатших землевласників Червоної Русі. Михайлівка, розташована не так далеко від Жабокриків, могла бути надана Цебровськими домініканцям у 1464—1519 роках, та повернута монастирю у 1607—1631 роках. Принаймні, в інший спосіб пояснити, як у монастирську власність потрапило це село, за відсутністю документів неможливо.
Інститут історії України Національної академії наук стверджує, що бібліотека та архів домініканського монастиря в Підкамені до нашого часу не збереглися. (Енциклопедія історії України. Київ, 2011. Том 8. Стор. 235). Хоча польські інтернет-бібліотеки час від часу публікують фотокопії окремих документів з цього архіву. Хтозна, можливо з часом ми довідаємось про цю історію більше.
Опосередкованим свідченням того, що Михайлівка існувала задовго до 18-го століття, є деякі місцеві топоніми. Наприклад, поле на південь від села здавна називали «Мирятина». У давній Русі під словом «мир» розуміли сільську общину. Відповідно миряни — члени цієї общини, мирянський — належний їй, мирятина — общинне поле. Така назва могла з'явитись тільки тоді, коли ще не існувало монастирської чи приватної власності на землю — не пізніше 16 століття.
Православної церкви в селі не існувало до кінця 18-го століття тому, що Михайлівка була володінням саме домініканського монастиря. Адже домініканці (у перекладі з латини «пси господні») — не просто католики, а орден місіонерів, створений спеціально для насаджування католицтва і боротьби з іншими релігіями. У їх віданні була церковна інквізиція, яка жорстоко розправлялась з тими, кого вони вважали єретиками.
М.Теодорович наводить такі відомості про михайлівську церкву: «835. с. Muxайловка 1), волости Крупецкой. Церковь во имя Покрова Пресв. Богородицы. Построена на средства прихожанъ, но когда — неизвѣстно. Деревянная, съ такою же колокольнею. Въ 1872 г. обновлена. Утварью достаточна. Копіи метрич. книгъ хранятся съ 1790 года. Проводы бываютъ въ Ѳоминъ понедѣльникъ. Земли — пахат. 10 дес.; остальная же земля — усадеб., огород и сѣнокосная, бывшая при этой церкви, прирѣзана въ самостоятельномъ Ситненскомъ приходѣ. На эту землю есть только проэктъ; причтъ пользуется ею спокойно. Домовъ и хоз. построекъ для причта нѣтъ. Имѣніе казенное. Дворовъ 76, прихож. 594 д. об. п. Церковь эта приписана къ предшествующему приходу с. Ситно-Большаго — въ 3 вер.» (Стор. 743).
Історія ж храму така. На початку 18-го століття в містечку Крупець було дві православні церкви, жодна з яких не встояла в умовах агресивного насадження греко-католицизму й католицизму. 30 січня 1717 року сейм Речі Посполитої затвердив Варшавський трактат, яким дисидентам (так тоді називали євангелістів та православних) було заборонено будувати, ремонтувати, оновлювати храми (при цьому незаконно спорудженими визнавались храми, збудовані після 1674 року). На цій підставі православні церкви масово захоплювались греко-католиками. Після того, як у 1721 році греко-католики пересвятили Почаївський монастир, дійшла черга й до Крупця. У 1724 році в містечку з'явився греко-католицький священик ієрей Андрій Гремак, і новонавернені греко-католики зайняли стару Свято-Троїцьку церкву, збудовану козаком Деркачем у 1662 році. Нову ж православну приходську церкву власник містечка католик Миколай Цетнер пристосував під римо-католицький костел.
М.Теодорович пише, що у 1770 році цей храм «разрушился отъ ветхости», і стараннями місцевого ксьондза Яна Ольшевського замість нього громадським коштом збудовано новий дерев'яний костел в ім'я непорочного зачаття Пресвятої Діви Марії. Схоже однак, що «ветхость» тут ні при чому. За місцевими переказами костел (колишній православний храм) був викуплений михайлівською православною громадою, перевезений в село Михайлівку, освячений як церква Покрови Пресвятої Богородиці і успішно прослужив ще півтора століття, доки не був зруйнований авіабомбою під час Великої Вітчизняної війни. Про справжні причини повернення храму православним можна лише здогадуватись.
Справа в тому, що 24 лютого 1768 року сейм Речі Посполитої під прямою загрозою російської окупації був вимушений затвердити так званий Сепаратний акт — додаток до російсько-польського договору. Цим актом скасовувались Варшавський трактат 1717 року та інші польські закони, спрямовані на знищення православ'я. Незаконно відібрані храми підлягали поверненню православним віруючим. Було дозволено будувати церкви, щоправда з обмеженням — на відстані не менше 200 ліктів (близько 90 метрів) між храмами різних конфесій. Важко стверджувати, чи то в Крупці з'явились православні, які претендували на повернення своєї колишньої церкви, чи ліктів між костелом і церквою бракувало, чи просто місцеві католики почували себе некомфортно у храмі чужої архітектури, — але був збудований новий костел, а церкву перевезли в Михайлівку. Скоріш за все, ця подія мала місце у 1772—1773 роках. Після першого поділу Польщі у 1772 році Підкамінь разом з домініканським монастирем опинився на території Австро-Угорщини. Волинські ж володіння монастиря (серед них Михайлівка) випали з-під юрисдикції домініканців та увійшли до складу польських королівських (скарбових) земель, де діяв Сепаратний акт. А починаючи з 1774—1775 років Волинь охопила нова хвиля католицької реакції та гоніння на православ'я, яка закінчилась тільки після входження краю до Російської імперії у 1795 році по результатах третього поділу Польщі.
З цього часу Михайлівка стала казенним селом, тобто безпосередньою власністю російського імператора. В селі не було великих землевласників, кріпосного права. Це створювало непогані умови для розвитку. У 1867 році в селі нараховувався 31 двір. У 1884 — 51 двір та 350 мешканців, у 1893 — 76 дворів, 594 жителі.
Михайлівка на військово-топографічній карті Російської імперії масштабу 3 версти в дюймі (зйомка чиновника Єгорова 1867—1874 років, ряд 23, лист 4). Там, де зараз північно-західна частина села (Гайки), між річкою та дорогою ріс ліс, серед якого розташувалась тільки одна садиба (на карті позначена як П. — посад), скоріше за все двір Мирончуків. Зацвинтарська вулиця зображена з південного боку кладовища, а не з північного, як зараз. Біля дороги на Гнильче — цегельний завод (там ще й зараз можна побачити колишній глиняний кар'єр). Казарма, розташована там, де донедавна була залізнична станція Михайлівка, імовірно належала розквартированому в Крупці Другому відділу 16-ї Волинської Пограничної бригади.
Адміністративно Михайлівка входила до складу Крупецької волості. У 1884 році волость об'єднувала 8 сільських общин (Крупець, Карпилівка, Козинська Пляшева, Михайлівка, Сестрятин, Ситно, Срібно, Янівка), 20 поселень, 627 дворів, 5181 жителів, 16382 десятин землі (в тому числі 9430 десятин ріллі). З промисловості — пивоварні у Крупці та Сестрятині, цегельний та винокуренний заводи у Сестрятині, млин «американского устройства» в Янівці. У всіх селах, крім Янівки, діяли православні церкви, а у Крупці ще й єврейський молитовний дім та католицька каплиця. Церковно-приходська школа була одна — в Ситно. ЇЇ заснував у 1861 році ситенський священик Мойсей Степанович Лапінський, який служив і у михайлівській церкві. (Волости и важнѣйшія селенія Европейской Россіи. Выпуск III. Губерніи Малороссійскія и Юго-Западныя. Санктпетербургъ, 1885. Стор. 190, 212).
У 1913 році керівником місцевої адміністрації — Крупецьким волосним старшиною та гласним (депутатом) Дубенського «Уѣздного Земского Собранія» був Яків Леонтійович Мирончук (1878—1955), житель Михайлівки, мій прадід. До складу волості на той час долучились Козин, Тарнавка, Середнє, Пустоівання, Рудня-Почаївська. Діяло однокласне сільське училище в Крупці, у якому служив вчителем Сергій Лаврентійович Гелюта. У місцевому трактирі шинкував Степан Михайлович Плечук. Волость обслуговувала земська лікарня на 14 ліжок у Рудні-Почаївській, лікар Борис Іванович Бояковський (Весь Юго-Западный край. Киев, 1913, стор. 432, 742—746.).
Яків Мирончук, останній керівник Крупецької волості.
Під час першої світової війни влітку 1915 року російські війська, що зайняли Галичину, були розбиті і відступили до лінії Дубно -Кременець. Михайлівка залишилась на окупованій території, і більшість жителів були евакуйовані в тилові області імперії — переважно на Єкатеринославщину (тепер Дніпропетровська область). Дехто потрапив ще далі — аж у донську станицю Вєшенську, описану у знаменитому романі Михайла Шолохова «Тихий Дон». Саме з цієї станиці призивали у 12-й Донський козачий князя Потьомкіна-Таврійського полк, який квартирував і воював у нашій місцевості.
7 (20) листопада 1917 року, відповідно до Третього Універсалу Української Центральної Ради, увійшло до складу Української Народної Республіки.
У 1918-1921 році, під час Визвольних змагань влада змінювалась кілька разів.
На підставі Варшавського договору між Симоном Петлюрою та Юзефом Пілсудським 1920 року, підтвердженого Ризьким мирним договором 1921 року між Польщею та радянськими Росією, Україною та Білоруссю, Західна Волинь увійшла до складу Польщі.
У 1920—1939 роках Михайлівка належала до Крупецької гміни Дубенського повіту Волинського воєводства Польщі.
На топографічній карті, укладеній поручником Бабінським у 1922 році, видно, що в основному село вже набуло сьогоднішніх обрисів. Зображено старе кладовище, розташоване з північного боку Зацвинтарської вулиці та нове — на північ від села. Його заснували на земельній ділянці, яка належала церкві, на початку двадцятого століття. Але через важкий кам'янистий ґрунт, малопридатний для копання могил, використовувалось воно недовго, до того як один з місцевих господарів не подарував громаді ділянку землі під розширення старого кладовища.
У бізнес-довідниках («Księga adresowa Polski») за 1926—1930 роки є інформація, що в селі було 543 мешканці, працювали боднарі Барабан Б., Барабан П., Кощук С., Шнайдрук С., Жук М., Жук Н., ковалі Мирончук С., Мокрий А., кравці Чучман Т., Гадеюк Т., Гудима Й., столяри Пасєка А., Житко Д., шевці Кошельник М., Маркопольський Б., Мокрий Б., Мокрий С., теслі Маркопольський С., Мирончук І., Мирончук О., діяла смолярня Наймарка Ш. Залишки смоляних ям ще років з п'ятдесят тому можна було побачити в лісі Панашівка на південний схід від села, між долиною річки Баранської та дорогою на Засів. У 1929 році була покрита бруківкою дорога Дубно — Броди. Старостою села (солтисом) у тридцятих — сорокових роках був Семен Порфирійович Голуб (1901—1968), мій дід.
17 грудня 1920 року польський сейм прийняв ухвали про націоналізацію деяких земель у східних воєводствах та про безкоштовне надання цих земель в користування найбільш заслуженим солдатам і офіцерам Війська Польського. Так з'явились осадники — головна опора влади в справі активного ополячування Західної України та Білорусі.
Навесні 1921 року група польських військових поселенців зайняла понад 600 десятин націоналізованих маєтностей Станіслава Петрушевського та князя Сергія Кудашева, розташованих на північ від Михайлівки, між Срібним та Карпилівкою. Через кілька років там виросло польське поселення Понятувка. У 1939 році воно об'єднувало 24 садиби військових осадників та 4 садиби їх родичів. Найвищим чином серед них був капітан Франтішек Скупень. Один з цих поселенців, шереговий (рядовий) Франтішек Юха у 1937 році збудував на своїй ділянці школу, яка через десять років була перевезена в Михайлівку і використана при будівництві школи в селі. В кінці двадцятих років у Михайлівці поселились цивільні осадники — агроном професор Казимір Бересневич і поштовий службовець Ришард Міхал Покк.
Осадники зберігали військову форму, зброю, підтримували зв'язки зі своїми полками. Влада використовувала їх для здійснення поліцейських функцій, боротьби з українськими комуністичними партизанськими загонами, які до 1925 року за підтримки спецслужб СРСР продовжували свою війну за повернення Волині до складу України. В нашій місцевості діяв такий загін Євтіха Вознюка з Підзамчого. Це неминуче спричиняло конфлікти між осадниками та місцевим населенням, яке до того ж вбачало в них конкурентів за володіння націоналізованими землями.
У лютому 1940 року 21 родину осадників з Понятувки (118 осіб) відправили на спецпоселення в Архангельську область. Ще кілька сімей вивезли в Узбекистан. Після війни більшість із них повернулась до Польщі. Тим, хто не був депортований, пощастило менше. Сім'я Станіслава Копця загинула під час Волинської різні 1943 року.
Призначений 3 червня 1928 року на посаду волинського воєводи Генрик Юзевський, колишній віце-міністр внутрішніх справ уряду С.Петлюри, проводив нову політику щодо українців Волині, так званий «волинський експеримент». Його суть полягала в тому, щоб виховувати відданих громадян — патріотів Речі Посполитої шляхом державної асиміляції неполяків. «В українців, — говорив воєвода, — не мало виникати бажання відійти від Польщі навіть після створення самостійної України над Дніпром».
Одним з інструментів реалізації такої політики стали так звані народні університети, своєрідні культурно-освітні центри, спрямовані на нейтралізацію антипольських настроїв та формування з місцевих жителів лояльних громадян держави. Першим на Волині став народний університет у Михайлівці, відкритий у 1932 році стараннями куратора Кременецького ліцею міністра сільського господарства Польщі Юліуша Понятовського окрай Засівського лісу, біля витоку річки Баранської, неподалік від залізничної станції Михайлівка. Всього до 1939 року на Волині відкрили три таких університети, а у всій Польщі — 20. Михайлівський університет очолювала Галина Юршова (Halina Jurszowa, в інших польських джерелах Helena Jurszowa), педагог, психолог і вихователь, колишній викладач Кременецької православної духовної семінарії. Перший зимовий чоловічий курс навчання розпочався 25 листопада 1932 р. Загалом у 1932—1939 роках університет закінчили близько 300 слухачів. За спогадами михайлівських старожилів, які свого часу публікувались у радивилівській районній газеті «Прапор перемоги», там навчались зокрема Іван Андрощук та Василь Кошельник з Михайлівки.
Щороку відбувались по два чотиримісячних курси для молоді (взимку чоловічий, навесні-влітку жіночий), які підготовляли сільських громадських діячів до ведення культурно-освітньої роботи і поширення ідей польсько-української співпраці. На курси приймали бажаючих віком від 18 до 25 років. Оплата за навчання становила 160 злотих, але слухачеві потрібно було сплатити лише четверту частину цієї суми, а решта могла бути покрита ліцеєм чи якоюсь організацією. Якщо слухач потребував матеріальної допомоги, то за умов успішного навчання університет надавав йому стипендію. Кандидати на навчання повинні були мати народний одяг та музичний інструмент (за його наявності).
На одному курсі навчалося від 10 до 30 осіб — українців, поляків, інколи чехів з усієї Волині. В цьому закладі не викладали складних дисциплін, не складали екзаменів, не видавали дипломів. Навчальний план університету включав історію Польщі, основи психології та етики, польську та українську мову й літературу, основи природознавства, гігієни, громадське та господарське життя села, культуру села, народний театр, освітню працю на селі, основи бухгалтерії, співи, гімнастику. Частина навчального часу щодня відводилася на читання газет, а також для фізичної роботи. Принципової різниці в проведенні чоловічих і жіночих курсів не було — вивчались ті самі предмети, акцент робився лише на спецкурси. На курсах для дівчат у Михайлівці існували гімнастична, культурно-освітня та пропагандистська секції. Заняття починалися вранці з практичної роботи на грядках, потім уроки (24 години на тиждень). Початок навчання та його завершення проходили під пісенний супровід — чи то український, чи польський. Слухачами був складений навіть спеціальний «Гімн волинської родини», який звучав обома мовами.
Заняття проводили вчителі Кременецького ліцею, а також особи, що прибували за направленням Волинської спілки сільської молоді. Курс бджолярства вела І. Щипьорська (I. Szczypiórska), яка володіла тут великою пасікою. Ця пані була досить відомим фахівцем. Повідомлення про курси бджолярства у Варшаві, де вона викладала, зустрічаються у польських газетах ще з 1926 року.
Виховна робота базувалася на принципах родинного життя (спільні обіди, заняття, збори, обговорення рефератів, екскурсії). Молодь була організована в товариський гурток, що працював за власними правилами в секціях театральній, туристичній та фізичного виховання. Останній навчальний тиждень відводився на урочисте завершення курсів: слухачі дискутували над рефератами та готували святкову програму; збиралися вечорниці для слухачів і жителів навколишніх сіл. В останній день до університету з'їжджалися гості. Зачитували численні привітання, ставили театральні сценки, готували своєрідний радіоконцерт. Було багато співів, веселощів і забав. Традиція проведення народних гулянь-маївок на місці колишнього університету побутувала ще до 60-х років минулого століття.
1937 року в Михайлівці організували першу конференцію колишніх випускників, на яку прибули міністр Ю.Понятовський, куратор Волинського шкільного округу Е.Новицький, представник Волинської спілки сільської молоді М.Задружний, куратор Кременецького ліцею С.Чарноцький, керівники народних університетів та численні гості. (Оболончик Н. Культурно-просвітницька діяльність Кременецького ліцею 20-30-х рр. XX ст. Студії і матеріали з історії Волині. 2009).
Після встановлення радянської влади народний університет у Михайлівці закрили. На його місці почала діяти обласна школа для глухонімих дітей, спалена під час воєнного лихоліття. В селі її називали «санаторій Щипьорської».
18 вересня 1939 року в Михайлівку по дорозі на Броди увійшов розвідувальний батальйон 36-ї танкової бригади Червоної армії. Починалась інша, радянська доба та нова історія села.
Василь Кушинський. (Радивилівська районна газета «Прапор перемоги», 11.03.2016 р.).
http://www.radyvyliv.info/z-istoriї-sela-mixajlivki.html [Архівовано 2 квітня 2016 у Wayback Machine.]
«835. с. Михайлівка, волості Крупецької.
Село Михайлівка згадується в актах від 26 січня 1765 року, — у відношенні Київського генерал-губернатора до польських прикордонних комісарів з посиланням арештанта, Гната Кліпаровського, і виписки із слідчої справи про його походеньки, причому тут сказано, між іншим, що Гнат Кліпаровський був родом он из деда и отца польской области, Дубенской губернии, села Михайловки (Архив., ч. 3, т. 3, с. 743).
Церква в ім'я Покрови Пресвят. Богородиці. Збудована на кошти парафіян, але коли — не відомо. Дерев'яна, з такою дзвіницею. В 1872 р. оновлена. Начинням достатня. Копії метричних книг зберігаються з 1790 року. Проводи бувають у Хомин понеділок. Землі — орн. 10 дес., решту землі — садиб., город. і сінокісної, яка була при цій церкві, прирізана в самостійному Ситненському приході. На цю землю є тільки проект; причт користується нею спокійно. Будівель і госп. будівель для причту нема. Маєток казенний. Дворів 76, параф. 594 душ обох статей. Церква ця приписана до парафії с. Ситно-Великого — за 3 вер.»
Першу згадку про село Михайлівку знаходимо у XV столітті. Із непевного джерела 1447 року довідуємося, що з «Михаловки» прокладено битий шлях до Ситного. Десять років після того маємо свідчення про масовий корчунок лісу па північ від струмка, де споруджено смолярню і водяну пилораму. Акт 1765 року веде мову про арештанта Гната Кліпаровського, «родом (он) из деда й отца… Дубенской губернии, села Михайловки». Новіші записи, особливо картографічні, подають назву села у формі «Михайловка», зрідка «Михаловка».
Наприкінці XIX століття Михайлівка мала 76 дворів і 595 жителів. Церква Покрови Пресвятої Богородиці обновлена у 1872 році. У ній зберігалися копії метричних книг від 1790 року.
Існує здогад, що Михайлівку заснував землевласник Михайло із Радзівіллова. Він отримав у спадщину великі наділи лісових масивів, де створив осаду найманих лісорубів, які отримали від нього за певну плату земельні ділянки для ведення підсобного господарства. У переказах збереглося, що Михайло мав велику пасіку, піч для випалювання вугілля, смолярню, а пізніше — кустарне підприємство, що готувало паперову масу, яку відвозили на «папірню» до села Рудня-Почаївська.
Село Засів утворилося на місці колишнього хутора Засув. За даними 1889 року воно рахувалося «деревнею» Засов і належало до великоситненської єпархії. Назва хутора, за переказами, утворилася від того, що перші поселенці на цій території, яка називалася Дворищами, жила у лісі. Польський уряд запропонував їм переселитися. Але поселенці «засіли», тобто поселилися за лісом. Слова «засіли», «засів» і дали назву тодішньому хутору.
Назву хутора Гургулі пояснюють тим, що його заснував чоловік на прізвисько Гургуль.
У Рівненському державному архіві зберігається історичний документ — польський акт, у якому вказується арешт Ігната Кліпаровського. Указ виданий Київським генерал-губернатором польському пограничному корпусу. Сказано, що Ігнат Кліпаровський «дедом й отцом житель села Михайловки Дубенской губернии».
У минулому жителі села були дуже бідними. За свідченням жителя села Петра Кусака, у власності їхньої сім'ї було лише 1,5 десятини землі. Хата була мала, дерев'яна і швидше нагадувала сарай. Подібно до цієї сім'ї жили і інші бідняки. Середняками вважали тих, хто мав по 5-6 десятин землі. Урожайність зернових тоді становила по 5 центнерів із гектара. Усі жителі Михайлівки були казеними селянами. Одиниці із них займалися ковальством і сталеварінням.
Вже тоді біля села пролягла залізниця. І працюючи на ній можна було заробити 40-50 злотих. Але в основній масі заробітки селян узимку становили 15 злотих, а влітку 20.Селянин мав відробляти різноманітні повинності. Розміри повинностей були такими — 50 копійок від десятини за часів царської Росії і 3 злотих 61 грош — за Польщі. Крім грошових повинностей селяни безкоштовно лагодили дороги і мости.
То ж, коли почалася російсько-польська війна, жителі Михайлівки взяли у ній участь. У населеному пункті відбулася сутичка із поляками, проти яких Семен Михайлович Будьонний підготував наступ. За свідченням жителя села Миколи Твердохліба: на залізниці стояв броньовик, а за ним із хати його батьків спостерігав сам Будьонний.
У Михайлівні до 1917 року не було осіб із вищою та середньою освітою.
На 1 січня 1957 року у селі було семеро вчителів.
29 червня 1941 року Михайлівка була окупована нациистами. У населеному пункті було зруйновано тринадцять житлових будинків, знесено школу для глухонімих, зруйновано місцеву дерев'яну церкву. Окупанти розстріляли семирічного хлопчика Віктора Касянчука, спалили на вогнищі шістдесятирічного жителя села Івана Грицайчука, замучили тринадцять воїнів ОУН-УПА, сімдесят дев'ять осіб вивезли на каторжні роботи до Німеччини. З осені 1941 року німці запровадили «контингент», тобто примусову здачу хліба, який жителі села повинні були звозити на залізничну станцію. Жителі села активно включаються у партизанську боротьбу проти загарбників. У липні 1943 року сотня Великана-Кондрася із Курсиків провела бій між Ситном і Михайлівкою із загоном угорців чисельністю майже триста бійців. Чужинці втратили генерала, двох полковників, кількох офіцерів і близько півсотні солдатів.
20 березня 1944 року село було відвойоване бійцями Радянської армії. Під час боїв в районі сіл Михайлівки і Засова загинуло 135 воїнів. У боях проти нацистів брали участь 85 жителів села. Із них 33 не повернулися із війни.
Зараз на території сільської ради проживає понад 700 громадян. СФГ «Вільна Україна» обробляє 356 селянських паїв, що становить 1427 гектарів.*
Бої УПА
Зв'язкова УПА Оля Горошко-«Троянда» та командир спочатку повстанської сотні, потім куреня, а ще згодом останніх залишків УПА-Південь Михайло Кондрась (є ще варіант написання цього прізвища як Кондрас) зустрілися у далекі сорокові минулого століття, коли Західна Україна стікала кров'ю, борючись спочатку проти німців, а потім проти «вірних ленінців», які вважали цей край суто пролетарським і збільшовиченим.
Командиром сотні УПА Михайло Кондрась, він же «Великан», «Міша» та «Лукаш», що народився 1912 року в селі Курсики Козинського району (тепер — Радивилівський район) у родині, де було шестеро хлопців та двоє дівчат, став у червні 1943 року, коли добровольцем пішов в УПА. У власних спогадах «Три роки в Українській Повстанчій Армії» він описує ці події ось так: «Прийнявши командування над сотнею повстанців, я вибрав собі псевдо „Великан“. Першу бойову сутичку я мав на автостраді між селами Михайлівка–Ситно Радивилівського району з мадярами, що пацифікували українські села. Щоб несподівано напасти на ворога, я роблю у відповідному місці засідку. Був гарний літній ранок. Повстанці замаскувалися серед різноманітної зелені і з нетерпінням очікували ворога. Незадовго зі сторони с. Ситно на автостраді показались кілька автомашин, які блискавично наближалися до місця засідки. Дві чоти повстанців приготувалися до бою. Підпустивши перші машини на віддаль 50 метрів, ми відкрили по них вогонь зі всієї зброї, внаслідок чого перших шість автомашин розбито і вони загорілися. Інші автомашини задержались і з них почали вивантажуватися мадяри та займати оборонні позиції. Незабаром під'їхало ще кільканадцять автомашин, з яких вивантажились понад сотня мадярського війська і, сполучившись з першою групою в числі близько 300 осіб, розпочали наступ на наші становища. Зав'язався запеклий бій. Мадяри ввели в дію легку артилерію. Повстанці відбили кілька атак, зручним контрударом відкинули ворога і, захопивши зброю від побитих мадярів, відступили. При цій операції не понесли ми жодних втрат. Ворог втратив вбитими одного генерала, два полковники, кілька старшин і близько 50 рядових вояків».

## Новітня історія
30 квітня 2015 року на стіні Михайлівської школи встановлено і освячено меморіальну дошку загиблому воїну Назару Крохмалю.
Свято-Покровська, с. Михайлівка
Храм почали будувати 1989 р., закінчили будівництво 1991 р. і в тому 1991 р. храм було посвячено Архієпископом Рівненським і Острозьким «Іринеєм»._Храм збудований із цегли, покритий оцинкованою бляхою, одно купольну дзвіниця розміщена над папіртю Храму. У храмі один престол в честь Покрови Божої Матері. Розміри храму: висота 14 метрів, ширина 12 метрів, довжина 18 метрів може містити до 150 прихожан. Храм розписаний художником Миколою Андрійовичем Бурбелою. Іконостас в храмі двох ярусний, автор і художник М. А. Бурбела. У храмі вшановується ікона Почаївської Божої Матері. Храм збудований з ініціативи парафіян села. До храму приписане село Засів. У 2011 р. у селі Засів збудована Капличка. Настоятелем храму з 1992 р. і на даний час свячено протоієрей Михайло «Кравець».
12 червня 2020 року, відповідно до розпорядження Кабінету Міністрів України № 722-р від «Про визначення адміністративних центрів та затвердження територій територіальних громад Рівненської області», увійшло до складу Крупецької сільської громади Радивилівського району.
19 липня 2020 року, в результаті адміністративно-територіальної реформи та ліквідації Радивилівського району, село увійшло до складу Дубенського району.

## Публічно-шкільна бібліотека
Перша згадка про бібліотеку датована 1950 роком. Бібліотека тоді знаходилась у хаті жительки села Мирончук Ксенії. Завідувачкою бібліотеки була Кощук Ганна Петрівна. Книжковий фонд бібліотеки був невеликий, близько 200 примірників книг. У 1958 році бібліотекою завідувала Грицайчук (Житкова) Ніна Дмитрівна.
З 1962 року зав. бібліотекою працював Кравчук Дмитро Васильович /1928 р.н./, який раніше після закінчення Харківського бібліотечного інституту з 1954 по 1962 рік завідував районною бібліотекою. Сільська бібліотека знаходилась у приміщенні новозбудованого клубу. Книжковий фонд з кожним роком поповнювався і становив близько чотирьох тисяч.
Згодом завідувачкою працювала Бригінець Галина Василівна, яка пропрацювала недовго. У 1970 році бібліотекарем деякий час працювала Мокра Зінаїда Василівна.
У 1974 році на посаді завідувачки бібліотеки працювала Мирончук Віра Касьянівна, яка до того працювала на посаді директора Будинку культури села Ситне.
Книжковий фонд бібліотеки на той час становив близько 5 тис. примірників книг, періодичних видань близько 40. Віра Касянівна обслуговувала читачів села Засів. У 1981 році бібліотеці було присвоєно звання «Бібліотека відмінної роботи». Віра Касянівна була однією з найкращих працівників системи, крім цього брала участь у творчих звітах колективів художньої самодіяльності. Пізніше фонд бібліотеки було перенесено у приміщення сільської ради. Бібліотека знаходиться на першому поверсі у приміщенні сільської ради і займає велику і світлу кімнату, площа якої 70 кв. м. У читальній залі до послуг дітей довідкові та енциклопедичні видання, різноманітні добірки літератури, які допомагають користувачам підготуватися до уроку, цікаво і корисно провести час.
Після виходу Віри Касьянівни на заслужений відпочинок у листопаді 2008 року на посаді завідувачки публічно-шкільної бібліотеки її змінила Невинна Тетяна Миколаївна.
Бібліотека обслуговує 510 читачів. Книжковий фонд бібліотеки нараховує 11482 примірників літератури, 2648 екземплярів підручників. Зроблено капітальний ремонт приміщення, опалення газове.
У 2011 році Тетяна Миколаївна взяла участь у районному конкурсі на найкращу професійну майстерність «Радивилівська книгиня», присвяченому Всеукраїнському дню бібліотек в номінації «Принцеса Чарівність» зайняла призове місце.
В цьому ж році бібліотека взяла участь у конкурсі програми «Бібліоміст» і перемогла. Бібліотека отримала в своє користування комп'ютери з підключенням до мережі Інтернет та додаткове технічне обладнання, що дало можливість користувачам розширювати свої знання та отримувати інформацію.
З моменту відкриття бібліо-Інтернету бібліотека стала осередком спілкування, розвитку творчих та професійних здібностей краян, справжнім інформаційним центром. З появою нових бібліотечних послуг збільшилася аудиторія відвідувачів книгозбірні, з'явились нові читачі, які раніше не користувалися послугами бібліотеки. Тематика запитів користувачів найрізноманітніша, це — освіта, зайнятість населення, пошук роботи, підготовка до навчально-виховного процесу, новини, спорт, дозвілля тощо. У бібліотекаря з'явилась можливість якісніснішого обслуговування користувачів. В бібліотеці проводяться індивідуальні заняття по освоєнню навичок роботи на комп'ютері та в Інтернет-мережі.

Отже, відкриття Бібліо-Інтернету — вагома подія, яка доводить, що бібліотечна установа сьогодні — це не тільки книгозбірня, але й світ нових можливостей.
У бібліотеці створено власний електронний ресурс: вебсайт (muhalivka.at.ua), на якому розміщена інформація за розділами: «Новини», «Хроніки подій», «Історія бібліотеки», «Відомі імена», «Інфраструктура села», «Фотоальбом», "Пункт доступу громадян (ПДГ), «Анонс масових заходів». Крім цього, бібліотека є активним відвідувачем соціальних мереж: «Однокласники» (Михайлівська книгозбірня) та «Facebook» (Таня Невинна).

При бібліотеці діє літературна студія «Проба пера», яка сприяє розвитку творчих здібностей її учасників. Діти пробують себе у різних жанрах, що додає їм впевненості у власних силах.

## Населення

### Мова
Розподіл населення за рідною мовою за даними перепису 2001 року:
| Мова       | Кількість | Відсоток |
| ---------- | --------- | -------- |
| українська | 558       | 98.76%   |
| російська  | 6         | 1.06%    |
| білоруська | 1         | 0.18%    |
| Усього     | 565       | 100%     |

## Відомі люди
- Грицайчук Василь Миколайович (1945—2008) — фотохудожник і журналіст.
- Грицайчук Володимир Пилипович (3 січня 1953) — кандидат економічних наук, начальник Рівненського обласного управління лісового та мисливського господарства, депутат обласної ради.
- Крохмаль Назар Іванович (3 листопада 1993 — 6 листопада 2014) — український військовий, старший солдат роти снайперів 80-ї окремої аеромобільної бригади Збройних Сил України.[6]